# 塞尔达传说 (游戏)
《塞尔达传说》，原版题注“海拉尔幻想”（The Hyrule Fantasy），是由宫本茂和手塚卓志设计，任天堂开发并于1986年首发的电子游戏。游戏设定于虚幻世界海拉尔，玩家操作主人公男孩林克，收集8块智慧三角力量碎片，从反派加儂手中救出塞尔达公主。游戏采用俯视视角，玩家必须操作林克在世界地图与数个迷宫中移动、击败敌人并探索沿途的秘密。
游戏是塞尔达传说系列首部游戏，也是日本FC磁碟机外设的首发作品。游戏一年后以卡带为介质，在北美和欧洲的Nintendo Entertainment System（NES）上发行，成为首款用内置电池储存数据的家用游戏机作品。游戏於1994年以“塞尔达传说1”为题在日本紅白機重新发行卡帶版本。游戏还有任天堂GameCube、Game Boy Advance和Virtual Console再版。
《塞尔达传说》是任天堂畅销作品，销量超过650万。游戏多次入选最伟大或最具影响力游戏榜单，并被视作电子角色扮演游戏的灵魂先驱。游戏有唯一一部后传《林克的冒险》，多部前传，以及众多衍生作品；系列已成为任天堂最受欢迎的产品之一。

## 玩法

林克在和怪物战斗

塞尔达传说结合了动作、冒险与角色扮演游戏的元素。玩家在游戏中以俯视视角控制主角林克，在绘有各种环境的大型户外地图上移动，地图以切换滚动方式分割显示。林克在游戏开始时只有小盾，但进入第一幕地图的洞窟就可获得剑。在游戏中，商人和居民等人会用有隐含意义的话语指引林克。这些人分散在世界地图各处，并隐藏于洞窟、树丛，或是墙壁与瀑布后。
林克必须击败阻挡他前进的怪物，找出九个地下迷宫的入口。每个迷宫都由一系列独特的、迷宫式的房间构成，房间以门或密道连接，且会由不同于地上世界的怪物守卫。林克还能将迷宫中有用的工具——比如能收回远处道具与麻痹敌人的飞镖，或是有魔力的笛子——收进道具库。林克需先进入8个迷宫，在集齐8块智之三角力碎片后，即可进入第9个迷宫营救塞尔达。前八个迷宫的完成顺序有相当的自由，然而迷宫的难度有固定顺序，同时进入或完成某些迷宫必须用到之前迷宫的道具。林克可以在世界地图自由移动，随时寻找与购买道具。这种灵活性可以让游戏以不同方式游玩，比如在不拿剑的情况下对阵最终头目。
在完成游戏后，玩家可进入“里塞尔达”（Second Quest）模式，展开更具难度的挑战。该模式重新布置了迷宫和道具布局，并提升了敌人难度。不过此困难“重玩”模式并非塞尔达的专利，少数游戏也设有关卡完全不同的二次游玩模式。里塞尔达可以在游戏通关后开始，也可以直接创建名为“ZELDA”的存档进入。

## 情节
游戏说明手册和标题画面后的序幕文字都介绍了《塞尔达传说》的背景。游戏设定于海拉尔世界的一个小王国，魔王加儂率军入侵这个国家，抢走了蕴含强大力量的魔法神器，力之三角力量。为阻止伽农获得另一三角力量，智之三角力，塞尔达公主将之分成8块碎片，分散藏在世界各地的迷宫里。公主在被伽农抢走前，命令保姆因帕寻找能拯救王国的勇士。老媪在寻找勇士时被伽农的手下包围，但一名叫林克的男孩出现并救出了她。林克在听完因帕的请求后，动身寻找智之三角力碎片，变得更加强大，从伽农手中救出塞尔达。
在游戏途中，林克寻找八个地下迷宫，将各个守卫者击败，拿到三角力碎片。林克在集齐智之三角力后，进入伽农藏身的死亡之山，最终射出银箭击败了猪人伽农。林克从伽农的遗骸上拿起力之三角力，用两个三角力救出了塞尔达公主，让海拉尔重回和平。

## 开发

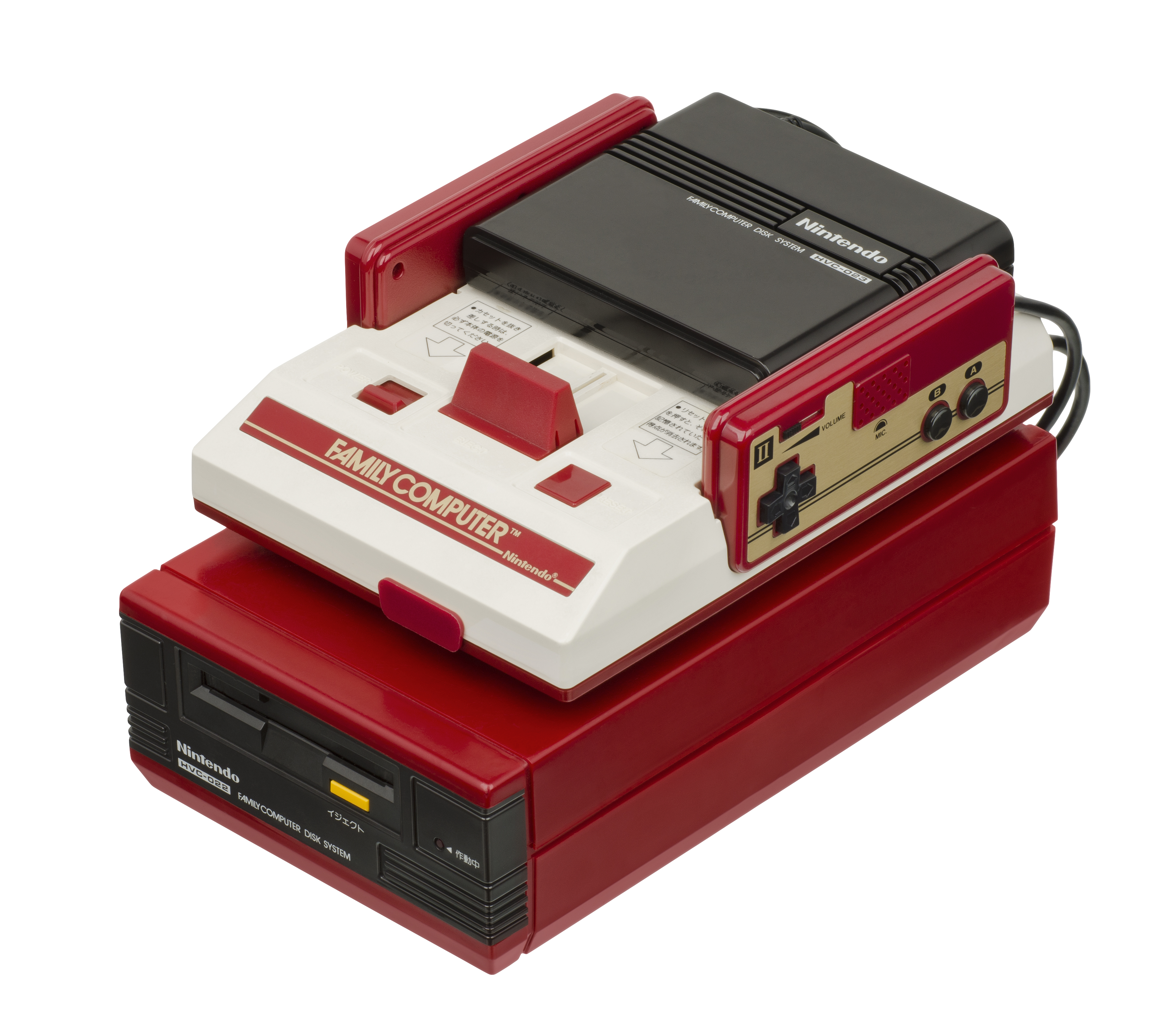
《塞尔达传说》是最早在日本FC磁碟机发行的游戏之一

游戏由時任任天堂開發第四部（R&D4）部長宫本茂监督和手塚卓志监督设计。宫本制作游戏，手塚编写故事和剧本。R&D4开发团队同时制作《塞尔达传说》和《超级马里奥兄弟》，并尝试不同的理念：《超级马里奥兄弟》为剧目顺序严格的线性叙事，《塞尔达传说》则与之相反。宫本茂在《马里奥》中降低了得高分的重要性，以突出只需要将游戏完成。这一理念也在《塞尔达传说》中继承。宫本还负责决定这些内容属于“马里奥理念”还是“塞尔达理念”。和《马里奥》相对，《塞尔达》采用非线性，并迫使玩家思考接下来该做什么。在最初的游戏设计中，剑一开始就放入了玩家道具列表。宫本称，这在日本令人迷惑，且与玩家自行抉择迷宫通过路线相悖。宫本认为与其听投诉，不如选择拿走剑，迫使玩家彼此交流，共享探寻迷宫隐藏秘密的方法。这是一种游戏交流新式，同时因此“《塞尔达》成为《动物森友会》——该游戏纯粹以交流为基础——这全然不同之物的灵感源”。
宫本茂期望借助《塞尔达传说》进一步采取游戏的“世界”观念，为玩家带来“可以放在他们抽屉里的小型花园”。他以孩提时代探索京都附近田野、森林、洞窟的体验作为灵感，并尝试借助《塞尔达》，将探索的感觉与无限的惊奇传递给玩家。“当我还是孩子时”，他称，“我去远足，发现一个湖泊。它的偶然发现让我非常惊奇。在我不带地图走遍乡村，以自己的路线前行，意外发现惊异之时，我明白了此般冒险的感觉”。他以迷失于京都園部町（今南丹市）家乡侧拉门迷宫的记忆，重新创造了《塞尔达》的迷宫。
宫本茂设计了“勇气、力量与智慧之象征”的林克，使玩家融入成年礼主题：他以一个普通男孩开始，逐渐变强，击倒了最终敌人。公主名称的灵感源自塞尔达·菲茨杰拉德，宫本解释称，“塞尔达是名小说家F·斯科特·菲茨杰拉德的妻子。据大家所说，她是出色又美丽的女人，我也喜欢她名称的读音。因此我在首款塞尔达作品中冒昧的用了她的名字”。

### 日本版

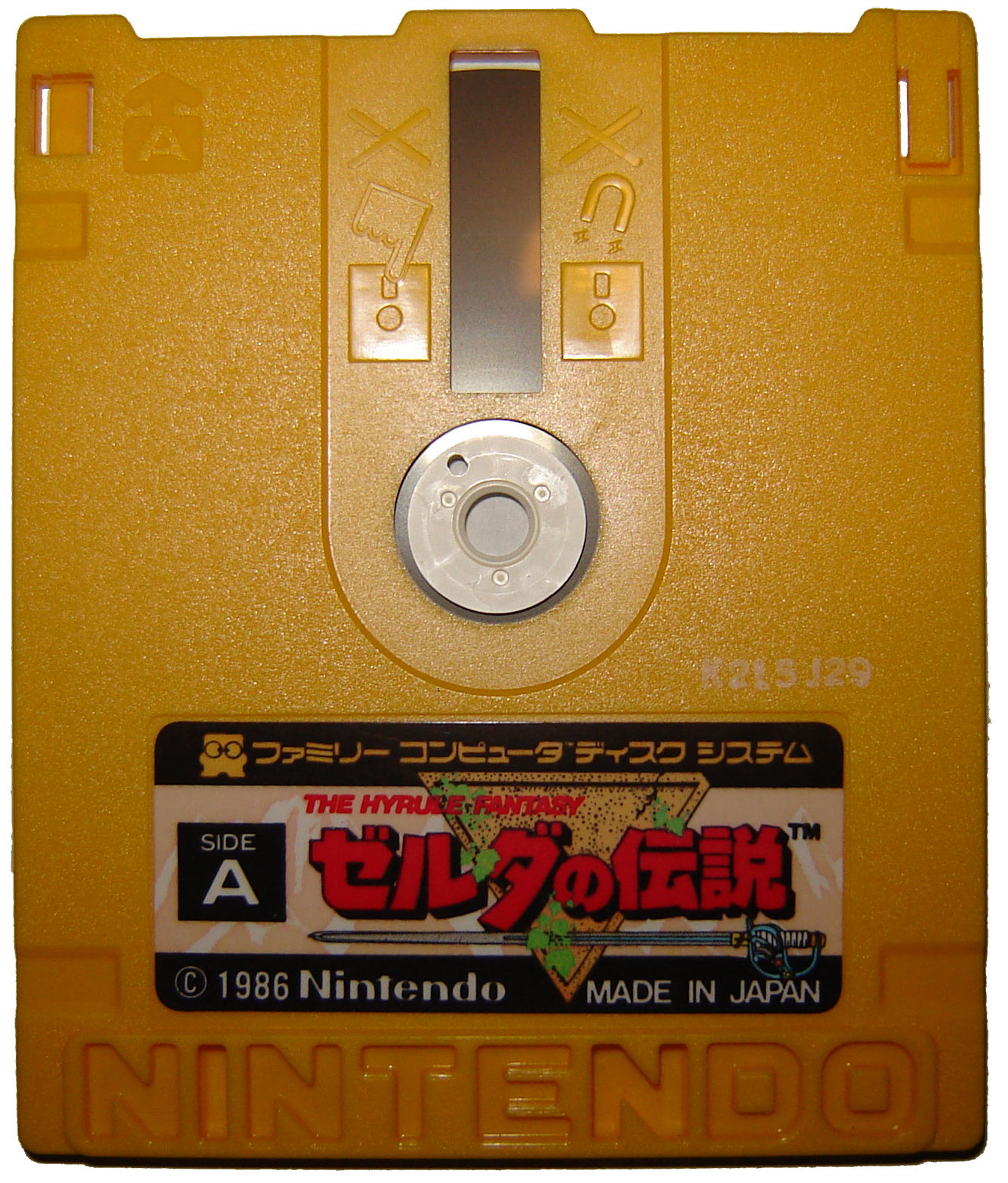
《塞尔达传说》磁碟

《塞尔达传说》是红白机新外设FC磁碟机的首发游戏，于1986年2月发行。和《塞尔达传说》同为首发的还有再版的《超级马里奥兄弟》、《网球》、《棒球》、《高尔夫》、《足球》与《麻将》。游戏完全利用了磁碟大容量的优势——当时128 kB的卡带的造价很昂贵。然而磁碟容量依然有限，因此界面只采用了片假名。游戏使用可重写磁碟而非密码储存游戏。磁碟机的附加声道输出某些音效，如林克血量全满时的剑气声，以及敌人的死亡音效。卡带版游戏的音效采用红白机的PCM信道。游戏还用到红白机2P控制器内建的麦克风：对麦克风吹气或喊叫可以杀死某些敌人时。美版NES主机没有麦克风功能，因此美国用户查阅说明书时，对敌人Pols Voice“讨厌巨响”不明所以；美版卡带中此敌人改用特定武器杀死。

### 美版
任天堂在原版发行一年半后，续作发行半年之前，在北美推出游戏。与任天堂管理层的担忧相反，游戏在西方获得好评且非常流行。当任天堂在北美发行游戏时，将裁下包装盒小窗格，露出特制的金色卡带。卡带使用储存管理控制器（MMC）芯片，特别是MMC1型号。MMC支持库切换，支持比以前更大的游戏。游戏还支持电池供电RAM，是首个支持储存记录的卡带版《塞尔达传说》。
《塞尔达传说》到1988年时售出200万套。任天堂北美为保持强劲的爱好者群，任何寄回授权卡的游戏购买者都会成为爱好者俱乐部会员，享受4页、8页、甚至32页的业务通讯。第一刊免费寄出700份，但成员资料库变得越来越大。任天堂看到日本杂志的成功，明白游戏提示也是有价资产。玩家对双月业务通讯的填字游戏和笑话感到满意，但更有价值的是游戏秘籍。爱好者俱乐部通过提供复杂游戏——特别是《塞尔达》中的房间、隐藏钥匙和通道——的提示吸引了儿童。收信人列表逐渐增长，会员数到1988年上半年突破百万，于是时任北美任天堂总裁荒川实决定开创《任天堂力量》杂志。
当时任天堂产品不多，每年只制作少量电视广告，即其质量非常杰出。单个商业广告预算可达500万美元，无疑之于大多数公司的四五倍。其中《塞尔达传说》的市场推广广告由广告与公关总监比尔·怀特创作，并获得广告业大量关注。其中一名金发男子（约翰·卡西尔）穿过黑暗，喊着游戏中一些怪物的名字，并尖叫塞尔达。

### 再版
《塞尔达传说》自发行以来，在多个平台上都有再版。最早的再版是1994年的红白机卡带版。卡带版的标题画面和原磁碟版略有不同，比如标题结尾缀上编号“1”。原版游戏在2001年再版收录于任天堂GameCube游戏《动物森友会》，但只能通过Action Replay作弊解锁游戏。官方再版包括2003年任天堂GameCube上的《薩爾達傳說合輯》，以及收录本作同续作《林克的冒险》的2004年Game Boy Advance合辑《Famicom Mini》。游戏于2006年通过Wii Virtual Console再版。这些再版和原版基本相同，但纠正了原版故事介绍等处的拼写问题。E3 2010上，任天堂3DS技术演示《Classic Games》利用3D效果展示了十几款经典游戏，其中包括《塞尔达传说》。北美任天堂总裁雷吉·菲尔斯-埃米宣布这些作品有计划在任天堂3DS上发行，并可能利用3D效果、类比控制与摄像头支持等游戏机特性。游戏于2011年9月1日为大使用户推出，完全版分别于2011年11月22日在日本、2012年4月12日在欧洲、7月5日在北美的任天堂eShop推出。
明星食品作为唢呐面促销广告的一环，在1986年推出了非卖版游戏《塞尔达传说 提供 唢呐》。该游戏在二手市场相当稀少，价格超过1,000美金。
任天堂和St.GIGA卫星广播网络合作，在1995年8月6日至9月2日，对超级任天堂卫星调制解调器外设Satellaview用户广播初代重制版《BS塞尔达传说》。该版本分为四章，每周广播一章，并自1995年首次广播后至1997年1月间至少重新广播四次。《BS塞尔达传说》是首款支持“声音联动”音轨——由St.GIGA工作室现场广播，每几分钟提示玩家仔细聆听，指示玩家剧情和玩法的人声旁白流音频——的Satellaview游戏。《BS塞尔达》除了声音联动元素外，还采用16位元图形、小型世界地图、以及不同的迷宫。林克被换成反戴帽棒球帽男孩和红发女孩两个Satellaview角色之一。1995年12月30日至1996年1月6日间，第二版游戏《BS塞尔达传说 地图2》开始广播，其相当于原版《塞尔达传说》的里塞尔达。《地图2》只在1996年3月重新广播了一次。

## 评价
| 媒体                  | 得分   |
| --------------------- | ------ |
| Allgame               | [ 39 ] |
| GameSpot              | 7.2/10 |
| The Video Game Critic | A-     |

《塞尔达传说》是任天堂畅销游戏，销量愈650万套，是首款销量破百万的FC游戏游戏再版收录于1992年灰色卡盒的任天堂合辑《Classic Series》。游戏位列《任天堂力量》创刊号玩家票选“Top 30”的首位，并在1990年代早期连续停留在榜单。《塞尔达传说》还获得任天堂力量奖'88之读者票选“最佳挑战”奖。杂志还将游戏选入史上最佳最佳红白机游戏榜单，称其虽老但有趣，展示了此类游戏的新玩法，如隐藏迷宫和多样的武器。游戏雷达将之列为史上第三大NES游戏，职员称其为“复杂性、开放世界设计、以及永恒图形的结合”。
《电脑游戏世界》在1988年的一期中称《塞尔达》年度最佳任天堂冒险游戏，是将电脑RPG过渡到游戏机的“轰动成就”。杂志在1990年称游戏为杀手级应用，让电脑RPG玩家购买NES，而不介意“只是街机玩具”的游戏机。1992年《Total!》第二期为《塞尔达》打出78%，打出中上分数的原因是音乐与图形。1993年，第198期《龙》的桑迪·皮特森在“监视之眼”栏目中评论了游戏，并为其打出4/5星。
《塞尔达传说》常获选进入最伟大或最有影响力游戏榜单。GameSpot将游戏列为史上最有影响力的15款游戏之一
。游戏在Game Informer的“史上最佳100游戏”（2001年）和“史上最佳200游戏”（2009年）榜单中问鼎，在《电子游戏月刊》第200期的“史上最伟大的200款电子游戏”中获得第5位，在《任天堂力量》史上最佳200任天堂游戏中获得第七位，在《官方任天堂杂志》史上100款最伟大任天堂游戏中获得第77位，并在IGN读者票选“最佳99游戏”中位居第80。《塞尔达》在2000年8月进入GameSpy的名人堂，该站编辑还将游戏选为史上最佳游戏第十位。日本杂志《周刊Fami通》的编辑将游戏选为最佳红白机游戏之一。

## 影响
《塞尔达传说》被视为角色扮演游戏（RPG）的精神先驱。虽然游戏因无经验值等重要机制而不被视为RPG，但其拥有许多RPG常见要素，同时成为动作角色扮演游戏样板。许多RPG借鉴了游戏的奇幻设定、乐风和动作冒险游戏性。游戏的商业成功奠定了非线性奇幻设定游戏的根基，这些也出现在其他成功的RPG中，如《天神之剑》、《创世封魔录》、阿兰多拉和史克威尔的圣剑传说系列与《武藏传》。因为《塞尔达传说》的名气，一些复制本作的游戏应运而生。
随着《塞尔达传说》的发行，1980年代后半，动作RPG数量开始激增，其中如Origin System的游戏《魔戒少年》。塞尔达传说系列在又影响游戏机和电脑RPG在下个年代，从重视数字的回合制战斗过渡到即时战斗。《塞尔达》在北美发行时，被视为带有动作冒险元素的新式PRG，参与巫术系列的罗·R·亚当斯在1990年称，虽然“它仍有许多动作冒险特征，但无疑是CRPG”。然而近年有许多关于《塞尔达传说》是否满足动作RPG标准的争论。
《塞尔达传说》有一部后传，多部前传以及衍生作品，是任天堂最畅销的系列之一。许多重要塞尔达角色与环境都诞生自本作，包括林克、塞尔达公主、伽农、因帕，以及与海拉尔联系紧密的三角力量。世界地图主题曲与“发现秘密”的标志叮声几乎出现在全部塞尔达续作中。主题曲还在其他引用塞尔达元素的游戏中。

## 外部連結
- 官方网站（英文）
- 红白机40周年纪念活动网站上的《薩爾達傳說》（日語）